# الصقيع والنار
الصقيع والنار (بالإنجليزية: Frost & Fire)‏ هي مجموعة من 288 صفحة من القصص والمقالات القصيرة لروجر زيلازني. تم طبعه في عام 1989 بواسطة وليام مورو.

## المحتويات
"الجليد السرمدي"
"فرق تيتان"
"ملوك الليل"
"نهاية المهمة"
"الخيال والخيال العلمي: وجهة نظر الكاتب"